# Pierre Brochu
Pour les articles homonymes, voir Brochu.
Pierre Brochu (1795-1871) était un agriculteur et pionnier canadien-français qui fut le premier résident de la vallée de la Matapédia où il s'établit en 1833 en tant que gardien d'un poste du chemin Kempt.

## Biographie

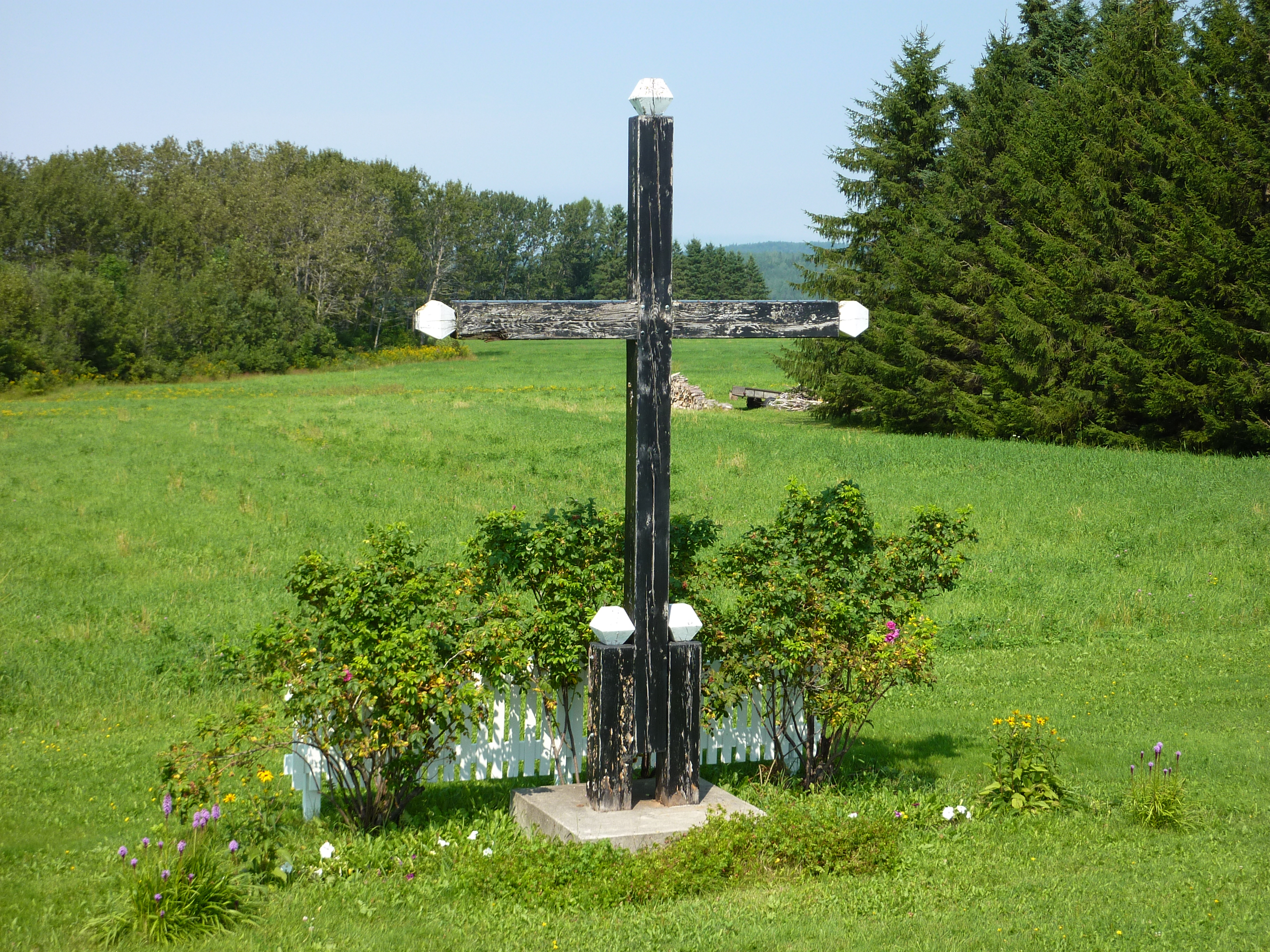
Croix de chemin érigée en 1875 par Marcelline Brochu, épouse de Pierre Brochu, qui fut déplacée à l'endroit où s'installa Pierre Brochu en 1833

Pierre Brochu est né le 23 septembre 1795 à Saint-Vallier de Bellechasse du mariage d'André Brochu et de Marie-Anne Tanguay. Il s'établit d'abord comme cultivateur à Saint-Gervais, non loin de son village natal, et épouse Suzanne Guénette en 1819. Ayant déjà trois enfants, la famille déménage non loin à Saint-Henri où naissent deux autres enfants.
Vers 1831, il se joint à une expédition d'arpenteurs et d'explorateurs qui ont pour mission d'établir le chemin Kempt dans le but de relier Métis à Ristigouche sous les ordres du major Wolfe. Le travail étant achevé en 1832, Pierre est volontaire pour devenir le gardien d'un des postes établis le long du chemin. Il devient ainsi le premier habitant de la vallée de la Matapédia lorsqu'il s'établit au poste de la rivière Saint-Pierre, à la tête du lac Matapédia où est actuellement situé Sayabec. Une terre de 300 acres lui est concédée. Son travail consiste principalement à porter assistance aux voyageurs et aux postillons.
Il fut le seul colon de la vallée de la Matapédia pendant six années. Sa première femme, Suzanne Guénette, meurt en 1835. Il dut défricher et effectuer la culture de la terre pour subsister, car l'allocation qu'il recevait était loin d'être suffisante pour faire vivre sa femme et ses quatre enfants. Vers 1840, il installe une petite scierie et il organise des chantiers de coupe de bois pendant plusieurs années. Veuf depuis 14 ans, Pierre Brochu se remarie en 1849 avec Marcelline Dumas. À vingt ans, elle a 33 ans de moins que son époux. Il eut de son second mariage onze autres enfants dont une meurt peu après sa naissance. Il meurt en 1871 à l'âge de 75 ans.

## Héritage

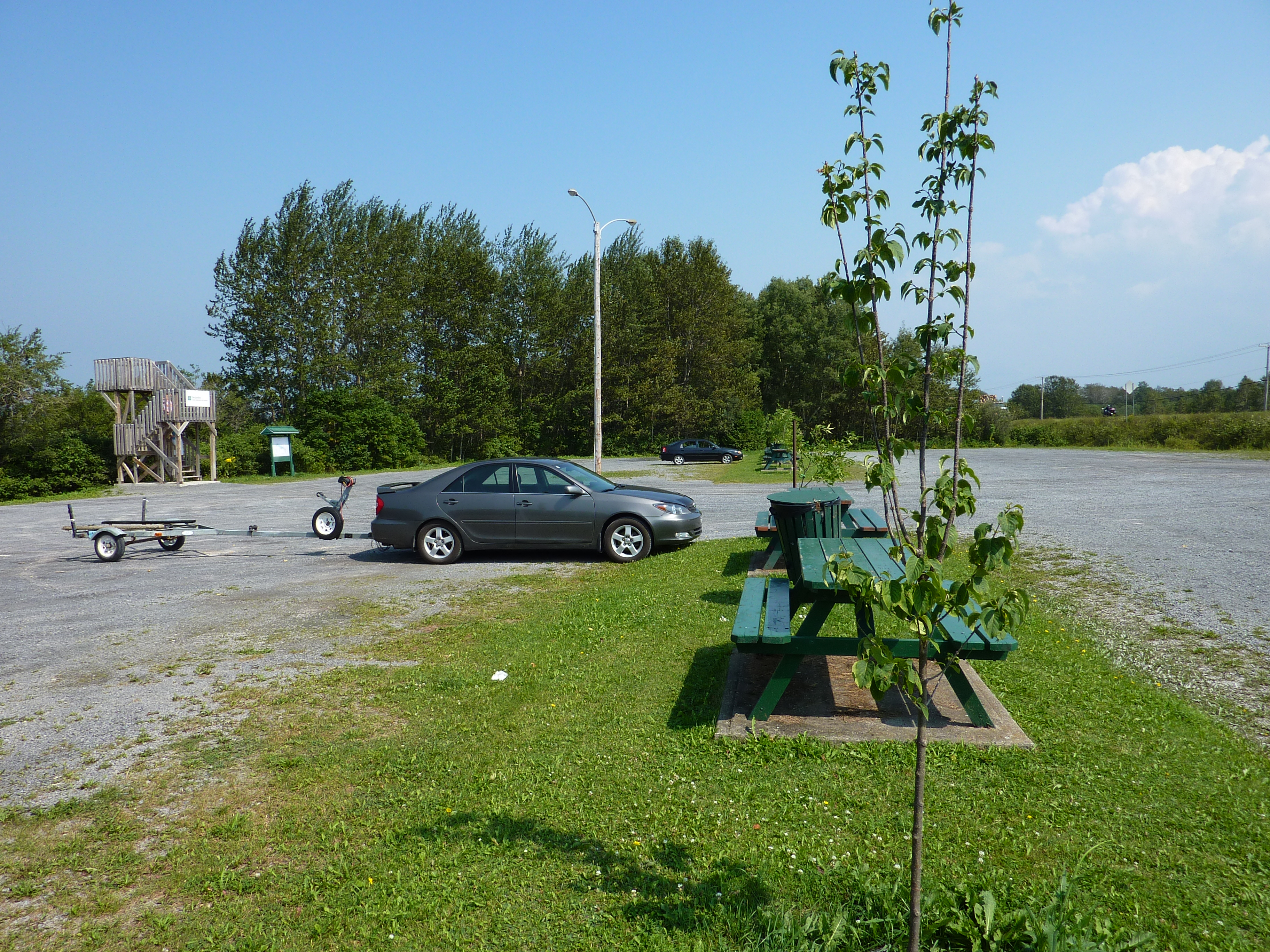
Parc Pierre-Brochu à Sayabec

Une croix de chemin érigée par sa seconde épouse Marcelline en 1875 a été rénovée et relocalisée à l'endroit où Pierre Brochu s'est établi en 1833.
Une rue et un parc de Sayabec portent le nom de Pierre Brochu en son honneur.
Son fils Pierre (1820 – 1894) est l'un des fondateurs de Sept-Îles en 1860 ; son nom a été donné à une des principales rues de la ville. Un autre fils, Marcel (1823 – 1891) est le premier défricheur à Amqui en 1848.
Parmi ses descendants se retrouvent Jean-Marie Brochu et Claude Brochu.